# Sea Power
Sea Power — вантажне судно, переобладнане на початку 2000-х років для монтажу вітрових турбін.

## Характеристики
Судно спорудили в 1991 році на верфі Orskov у данському місті Фредеріксгавн. До початку 2000-х років воно використовувалось як вантажне під назвою Ocean Hanne (також короткотерміново мало назви Maersk Pacific та Elisabeth). З появою попиту на спеціалізовані судна, здатні споруджувати офшорні вітрові електростанції, судно викупила компанія A2SEA. Під час переобладнання його оснастили чотирма опорами в середній частині (ширина при цьому збільшилась з 16,2 до 21,6 метра), перетворивши таким чином у напівсамопідіймальне (semi jack-up). При довжині опор у 32 метри судно отримало здатність виконувати роботи в районах з глибинами від 4,5 до 24 метрів.
Важливим елементом обладнання став кран TEREX CC2800 з вантажопідйомністю 230 тонн. На робочій палубі площею 1020 м2 може розміщуватись до 2386 тонн вантажу.
Наявні каюти забезпечують розміщення до 18 осіб.
В 2005 році судно отримало нову назву Sea Power, під якою виконало більшість своїх завдань на офшорних ВЕС.

## Використання у офшорній вітроенергетиці
Судно брало активну участь у будівництві багатьох офшорних вітрових електростанцій, при цьому характеристики кранового обладнання не дозволяли здійснювати спорудження фундаментів (що відрізняло його від суден для встановлення вітрових турбін спеціальної побудови). Як наслідок, Sea Power займалось монтажем самих вітрових агрегатів та виконанням різних допоміжних завдань. Список його робіт містить:
- монтаж 80 вітрових турбін (разом з однотипним Sea Energy) на данській ВЕС Горнс-Ріф (Північне море, 2002);
- монтаж експериментальних турбін компаній Vestas та Nordex на полігоні біля Фредеріксгавн (протока Каттегат, 2003);
- встановлення метеорологічного поста на ВЕС Арклоу (Ірландське море біля східного узбережжя Республіки Ірландія);
- доставка з Есб'єрга (Данія) до Філікстоу (Англія) вітрових турбін для ВЕС Кентіш-Флатс, яку споруджували в Північному морі біля узбережжя Кенту (2005);
- доставка з Есб'єрга до Еймьойден (Нідерланди) вітрових турбін для ВЕС Егмонд ан Зе (2005—2006);
- монтаж 48 вітрових турбін на шведській ВЕС Ліллгрунд (протока Ересунн, 2007);
- монтаж 91 вітрової турбіни на данській ВЕС Горнс-Ріф 2. Для цього об'єкту судно також виконувало геотехнічні дослідження (разом з Sea Energy), встановило метеорологічний пост та закріпило палями ґратчасту основу офшорної трансформаторної підстанції (2009);
- монтаж 90 вітрових турбін на данській ВЕС Родсанд 2 (Балтійське море на південь від острова Лолланн, 2010);
- монтаж 21 вітрової турбіни на ВЕС Балтік 1 (німецький сектор Балтійського моря, 2010);
- монтаж трьох трансформаторів на офшорну платформу для данської ВЕС Анхольт (протока Каттегат, 2012). На цій же станції судно взяло участь у встановленні вітрових турбін (разом з Sea Jack, Sea Worker та Sea Installer).